# Hermann H.&The Pacemakers
Hermann H.&The Pacemakers（ヘルマン・エイチ・アンド・ザ・ペースメーカーズ）は、1997年結成のロックバンド。2001年にワーナーミュージック・ジャパンよりメジャーデビュー。2004年に活動を休止。2012年に活動を再開する。

## 来歴
- 1998年1月、慶應大学のサークルで結成し、ライブ活動開始。
- 1999年10月、ワーナーインディーネットワークから、ミニアルバム『HEAVY FITNESS』リリース。
- 2000年3月、ミニアルバム『INPUT!』リリース。
- 2001年
  - 1月、シングル『夜には星と音楽を』リリース。
  - 7月、シングル『東京湾』リリース。
  - 9月、シングル『言葉の果てに雨が降る』リリースし、メジャーデビュー。
  - 10月、アルバム『SIX PACKS』リリース。
- 2002年
  - 4月、シングル『ROCK IT NOW!』リリース。
  - 7月、シングル『アクション』リリース。
  - 9月、アルバム『PINKIE`S ROCK SHOW』リリース。
- 2003年
  - 1月、平床 脱退。
  - 3月、シングル『あまつゆのバラード』リリース。
  - 5月、ミニアルバム『POPPIN' GALLERY』リリース。
  - 10月、菊池 正式加入。
- 2004年、ミニアルバム『FIREWORKS』リリース。
- 2005年3月、活動休止を発表。
- 2008年、Jackson vibeのアルバムに参加するため再集結（石井は不参加）。
- 2012年
  - 2月、LIQUIDROOMにて １日限定復活ライブを敢行。(メンバーは岡本、若井、溝田)
  - 6月、活動再開を発表。
- 2013年
  - 1月、平床 再加入。
  - 3月、ベストアルバム「The Best of Hermann H.&The Pacemakers」リリース。
- 2014年1月、約10年ぶりとなるアルバム『THE NOISE,THE DANCE』リリース。中村一義、町田昌弘(100's)、ヨースケ@HOME、あずままどか、濱野夏椰(Gateballers)らがゲスト参加。
- 2016年
  - 9月、岡本洋平が下咽頭癌の治療のため入院。11月に予定されていた15周年ライブは中止となった。
  - 12月、退院
- 2018年
  - 7月、岡本の復活となるイベント『NEVER DIE YOUNG』を2日間にわたり東京キネマ倶楽部で開催。岡本自ら親交のあるアーティストに呼びかけ、多数のゲストが参加した。

## メンバー
- 岡本洋平（ボーカル、ギター）　1999 -

活動休止後は「YoheyOKMAOTO」としてソロ活動を開始。楽曲提供やプロデュースも行う。
2016年、下咽頭に悪性腫瘍が見つかり療養のため活動を休止。喉の全摘出を迫られるが、声帯を取るより抗がん剤と放射線治療を根気強く継続、2018年3月、完全復活を発表した。
- 平床政治 （ギター、ボーカル、コーラス）　1999 - 2003、2013 -

バンドでは岡本と同じく楽曲製作を担当し、幼少は海外で過ごしていたことから英語詞を得意としている。2003年1月10日に方向性の違いから脱退。その後は映画音楽や楽曲提供、ナレーター業や、趣味であった料理が妻のブログで紹介されたところ反響を呼び本格的なケータリング業を開始するなど、マルチに活動している。
2013年1月、ベストアルバムに楽曲提供することで、正式メンバー復帰が発表された。
2023年7月29日放送『〜通しか知らない究極の一日〜熱狂!1/365日のマニアさん』に妻と共に無印良品パスタソースマニアとして夫婦で出演し、パスタソースのアレンジ料理を紹介する。
- サトウトモノリ（ベース）　2018 -

THE BEACHESのベーシスト。TOMOTOMOclubとして、2013年の再結成からサポートベースとして参加。2018年、岡本の復帰と共に正式加入を発表した。
- 溝田志穂（キーボード、コーラス - 1978年6月5日、愛媛県松山市生まれ）　1999 -

活動休止後は、シンガーソングライターとして音源リリースやサポートなど活動。2008年、一般男性と結婚。
2010年2月、POP CHOCOLATに正式加入。2012年に妊娠を発表、翌年3月から産休に入り、同バンドでは現在も育休中となっている（ヘルマンでは活動中）。
- 若井悠樹（ウルフ）　1999 -

担当パートの「ウルフ」とは、ステージ上でダンスとシャウトをこなす、言わばパフォーマーである。
活動休止後、株式会社「チッタ エンタテイメント」に就職。エンタテイメント部に就任。
活動再開後は「オッサンになったウルフ」とイジられている。

### 元所属メンバー
- 石井康則（ベース、コーラス）　1999 - 2005

活動休止を機に脱退。「SUNSET BOYS」として活動開始。
- 菊池真人（ドラムス、コーラス）　2003 - 2005

サポート参加から2003年10月に正式加入。岡本とは中学の同級生で当時アマチュアバンドを組んでいた。
活動休止を機に脱退。「SUNSET BOYS」サポート参加。また、SPALTA LOCALSのメンバーとしても参加。再始動には参加していない。

### サポート
- 山下壮（ギター、LUNKHEAD）
- マシータ（ドラム exBEAT CRUSADERS）
- 細萱あゆ子 (キーボード、frills, THE BEACHES)

## 作品
全編曲：Hermann H.&The Pacemakers

### シングル
| #  | タイトル                         | 作詞     | 作曲     |
| -- | -------------------------------- | -------- | -------- |
| 1. | 「A NEWLY DISCOVERED CRATER」    | 平床政治 | 岡本洋平 |
| 2. | 「夜には星と音楽を」             | 岡本洋平 | 岡本洋平 |
| 3. | 「TEENAGE TAMBOURINE」           | 平床政治 | 平床政治 |
| 4. | 「O・H・P(over-head-projector)」 | 平床政治 | 岡本洋平 |

| #  | タイトル               | 作詞               | 作曲               | 時間 |
| -- | ---------------------- | ------------------ | ------------------ | ---- |
| 1. | 「東京湾」             | 平床政治・岡本洋平 | 平床政治・岡本洋平 | 3:08 |
| 2. | 「LOVE FEVER」         | 平床政治・岡本洋平 | 平床政治・岡本洋平 | 3:42 |
| 3. | 「東京湾」(Back Track) |                    | 平床政治・岡本洋平 | 3:08 |

| #  | タイトル                 | 作詞               | 作曲               | 時間 |
| -- | ------------------------ | ------------------ | ------------------ | ---- |
| 1. | 「言葉の果てに雨が降る」 | 岡本洋平           | 岡本洋平           | 3:37 |
| 2. | 「One,Two,Three,Four」   | 平床政治・岡本洋平 | 平床政治・岡本洋平 | 3:34 |

オリコン70位
| #  | タイトル          | 作詞               | 作曲               | 時間 |
| -- | ----------------- | ------------------ | ------------------ | ---- |
| 1. | 「ROCK IT NOW!」  | 岡本洋平・平床政治 | 岡本洋平・平床政治 | 4:35 |
| 2. | 「アドバルーン」  | 岡本洋平・平床政治 | 岡本洋平・平床政治 | 3:39 |
| 3. | 「Come on, Ha!!」 | 岡本洋平・平床政治 | 岡本洋平・平床政治 | 2:44 |

オリコン45位
| #  | タイトル          | 作詞     | 作曲     | 時間 |
| -- | ----------------- | -------- | -------- | ---- |
| 1. | 「アクション」    | 岡本洋平 | 岡本洋平 | 3:49 |
| 2. | 「Nice Traction」 | 平床政治 | 岡本洋平 | 4:39 |

オリコン60位
| #  | タイトル               | 作詞     | 作曲     | 時間 |
| -- | ---------------------- | -------- | -------- | ---- |
| 1. | 「あまつゆのバラード」 | 岡本洋平 | 岡本洋平 | 3:53 |
| 2. | 「バリア」             | 岡本洋平 | 岡本洋平 | 4:36 |

オリコン35位
「あまつゆのバラード」 - 編曲：Hermann H.&The Pacemakers・Kyon

### アルバム
| #  | タイトル                   | 作詞     | 作曲     | 時間 |
| -- | -------------------------- | -------- | -------- | ---- |
| 1. | 「エアコン・キングダム」   | 平床政治 | 岡本洋平 | 2:59 |
| 2. | 「BEAT MANIA」             | 平床政治 | 岡本洋平 | 3:11 |
| 3. | 「Runnaway Song」          | 平床政治 | 岡本洋平 | 3:20 |
| 4. | 「靴底」                   | 岡本洋平 | 岡本洋平 | 4:26 |
| 5. | 「Silver Seater」          | 平床政治 | 岡本洋平 | 3:28 |
| 6. | 「One, Two, Three, Four」  | 平床政治 | 岡本洋平 | 3:39 |
| 7. | 「Come On, Ha!」           | 平床政治 | 岡本洋平 | 2:41 |
| 8. | 「eboli（a magic spell）」 | 平床政治 | 岡本洋平 | 3:12 |
| 9. | 「※Secret Track」          |          |          |      |

| #  | タイトル                     | 作詞     | 作曲     |
| -- | ---------------------------- | -------- | -------- |
| 1. | 「NET SURFER」               | 平床政治 | 岡本洋平 |
| 2. | 「Loser's Parade」           | 平床政治 | 岡本洋平 |
| 3. | 「Parachute Honey」          | 平床政治 | 岡本洋平 |
| 4. | 「静電気」                   | 岡本洋平 | 岡本洋平 |
| 5. | 「ホワイト・ソング」         | 平床政治 | 岡本洋平 |
| 6. | 「モンキーモンキーモンキー」 | 平床政治 | 岡本洋平 |
| 7. | 「fruity machine gun」       | 平床政治 | 岡本洋平 |
| 8. | 「※Secret Track」            |          |          |

| #   | タイトル                     | 作詞               | 作曲               | 時間 |
| --- | ---------------------------- | ------------------ | ------------------ | ---- |
| 1.  | 「言葉の果てに雨が降る」     | 岡本洋平           | 岡本洋平           | 3:35 |
| 2.  | 「ブラックユーモア」         | 岡本洋平           | 岡本洋平           | 3:04 |
| 3.  | 「LOSER'S PARADE」           | 平床政治・岡本洋平 | 平床政治・岡本洋平 | 3:10 |
| 4.  | 「夜には星と音楽を」         | 岡本洋平           | 岡本洋平           | 3:55 |
| 5.  | 「東京湾」                   | 平床政治・岡本洋平 | 平床政治・岡本洋平 | 3:10 |
| 6.  | 「グッバイ・アーリーバード」 | 岡本洋平           | 岡本洋平           | 3:00 |
| 7.  | 「Runaway Song」             | 平床政治・岡本洋平 | 平床政治・岡本洋平 | 3:11 |
| 8.  | 「クラッシュ」               | 平床政治・岡本洋平 | 平床政治・岡本洋平 | 2:01 |
| 9.  | 「Love Fever」               | 平床政治・岡本洋平 | 平床政治・岡本洋平 | 3:44 |
| 10. | 「終わりに」                 | 岡本洋平           | 岡本洋平           | 3:36 |
| 11. | 「無能の行方」               | 平床政治・岡本洋平 | 平床政治・岡本洋平 | 3:12 |
| 12. | 「spring madness」           | 平床政治・岡本洋平 | 平床政治・岡本洋平 | 4:20 |

オリコン50位
| #   | タイトル                 | 作詞               | 作曲     | 時間 |
| --- | ------------------------ | ------------------ | -------- | ---- |
| 1.  | 「悲しみとハートビート」 | 平床政治・岡本洋平 | 岡本洋平 | 4:10 |
| 2.  | 「ゲット・ダウン」       | 岡本洋平           | 岡本洋平 | 3:15 |
| 3.  | 「アクション」           | 岡本洋平           | 岡本洋平 | 3:47 |
| 4.  | 「Station 1」            | 平床政治           | 岡本洋平 | 3:25 |
| 5.  | 「涙のコラージュ」       | 岡本洋平           | 岡本洋平 | 4:21 |
| 6.  | 「RIGHT SOLUTION」       | 平床政治・岡本洋平 | 岡本洋平 | 3:59 |
| 7.  | 「Good News」            | 平床政治           | 岡本洋平 | 3:31 |
| 8.  | 「テケテケTENGU」        |                    | 岡本洋平 | 3:03 |
| 9.  | 「ROCK IT NOW!」         | 平床政治・岡本洋平 | 岡本洋平 | 4:34 |
| 10. | 「PINKIE'S ROCK SHOW」   | 平床政治           | 岡本洋平 | 2:39 |
| 11. | 「サマーブレイカー」     | 岡本洋平           | 岡本洋平 | 4:31 |

オリコン35位
| #  | タイトル                  | 作詞     | 作曲     | 時間 |
| -- | ------------------------- | -------- | -------- | ---- |
| 1. | 「オーロラ」              | 岡本洋平 | 岡本洋平 | 3:33 |
| 2. | 「ラッキーボーイ」        | 岡本洋平 | 岡本洋平 | 3:23 |
| 3. | 「ノーギミック」          | 岡本洋平 | 岡本洋平 | 1:54 |
| 4. | 「Rockな神様」            | 岡本洋平 | 岡本洋平 | 4:00 |
| 5. | 「メンテナンス」          | 岡本洋平 | 岡本洋平 | 4:16 |
| 6. | 「ナチュラル&ストイック」 | 岡本洋平 | 岡本洋平 | 3:07 |
| 7. | 「グッドタイミング」      | 岡本洋平 | 岡本洋平 | 5:54 |

オリコン79位
| #  | タイトル                     | 作詞     | 作曲     |
| -- | ---------------------------- | -------- | -------- |
| 1. | 「プラネタリズム」           | 岡本洋平 | 岡本洋平 |
| 2. | 「シンガー」                 | 岡本洋平 | 岡本洋平 |
| 3. | 「RUSH TRAIN」               | 岡本洋平 | 岡本洋平 |
| 4. | 「WEALK & BELIEVE」          | 岡本洋平 | 岡本洋平 |
| 5. | 「切捨御免のブルース」       | 岡本洋平 | 岡本洋平 |
| 6. | 「その気になればNO PROBLEM」 | 岡本洋平 | 岡本洋平 |

オリコン187位
1. The Best of Hermann H.&The Pacemakers　（2013年3月6日）

オリコン152位
| #   | タイトル                | 作詞     | 作曲     | 時間 |
| --- | ----------------------- | -------- | -------- | ---- |
| 1.  | 「Welcome Home Heroes」 | 平床政治 | 岡本洋平 | 4:09 |
| 2.  | 「San Jose」            | 平床政治 | 岡本洋平 | 3:32 |
| 3.  | 「Dance,don't run!」    | 平床政治 | 岡本洋平 | 4:39 |
| 4.  | 「THE COMPOUNDER」      | 平床政治 | 平床政治 | 4:48 |
| 5.  | 「The Big Upset」       | 平床政治 | 岡本洋平 | 4:26 |
| 6.  | 「スターライト」        | 岡本洋平 | 岡本洋平 | 5:20 |
| 7.  | 「MISTER MEMENTO」      | 平床政治 | 岡本洋平 | 3:19 |
| 8.  | 「Who's The Boss??」    | 平床政治 | 岡本洋平 | 4:53 |
| 9.  | 「王様の瓶」            | 平床政治 | 岡本洋平 | 3:51 |
| 10. | 「Wake up & Go」        | 平床政治 | 岡本洋平 | 5:28 |

オリコン109位

### 参加作品
| 発売日         | タイトル                                                                     | 規格品番   | 収録曲                       | 備考                               |
| -------------- | ---------------------------------------------------------------------------- | ---------- | ---------------------------- | ---------------------------------- |
| 2000年06月22日 | ハノイ・ロックス・トリビュート～Bloody Knuckles&Lipstick～美・ヴァイオレンス | WINN-82040 | 4.カフェ・アベニューの想い出 | Warner Indies Network              |
| 2001年08月08日 | 北青山的13曲1000円                                                           | WPC6-10149 | 12.fruicy machine gun        | ワーナーミュージック・ジャパン     |
| 2003年03月26日 | BPR5000 BURST TRACKS                                                         | RRCA-29013 | 10.PINKIE'S ROCK SHOW        | ロードランナー・ジャパン           |
| 2003年5月28日  | across the sea 〜a tribute to weezer〜                                       | UPCH-1252  | M-2「in the garage」         | ウィーザーのトリビュート・アルバム |
| 2003年09月17日 | BEST OF 蓮沼 1999→2003                                                       | DIGA-001   | 18.サマーブレイカー          | DISK GARAGE                        |

## ミュージックビデオ
| 監督                | 曲名                                                                              |
| ウスイヒロシ        | 「アクション」                                                                    |
| 夏目現(GEN NATSUME) | 「Welcome Home Heroes」「ROCK IT NOW!」「プラネタリズム」「言葉の果てに雨が降る」 |
| 松本剛              | 「OEM」「PINKIE'S ROCK SHOW」「クラッシュ」「東京湾」「夜には星と音楽を」         |
| 不明                | 「Loser's Parade」「あまつゆのバラード」「エアコン･キングダム」                   |

## タイアップ一覧
| 使用年 | 曲名                 | タイアップ                                       |
| ------ | -------------------- | ------------------------------------------------ |
| 2001年 | 東京湾               | NHK-BS2『新・真夜中の王国』オープニングテーマ    |
| 2001年 | 言葉の果てに雨が降る | ABCテレビ『デジネバ』10月度エンディングテーマ    |
| 2002年 | ROCK IT NOW!         | TBS系『CDTV-Neo』4月度オープニングテーマ         |
| 2002年 | ROCK IT NOW!         | テレビ神奈川『saku saku』4月度エンディングテーマ |

## 主なライブ

### ワンマンライブ・主催イベント
- 2012年02月06日 - Hermann H. & The Pacemakers 一夜限りの再結成ライブ
w/ストレイテナー
- 2013年04月 - 「The Best of Hermann H. & The Pacemakers」発売記念ワンマンライブ
- 2014年02月〜03月 - ツアー"DANCE 'EM ALL" 2014
- 2015年02月 - Dance,don't run! vol.2
w/髭、THE JERRY LEE PHANTOM
- 2016年07月 - Hermann H.&The Pacemakers presents『Dance,don't run! Vol.3』〜再始動4周年感謝祭 ワンマン！1997ー2016 サンキュー、ヘルマン湾〜
- 2018年07月 - Hermann H. & The Pacemakers presents NEVER DIE YOUNG
w/13日:Gateballers、忘れらんねえよ、GOING UNDER GROUND、曽我部恵一/22日:ROCK骨、中村一義、POLYSICS、Caravanのほか、クレジット外のスペシャルゲストとしてDr.kyOn（BO GUMBOS）、ヨースケ@HOME

### 出演イベント
- 2002年08月11日 - ROCK IN JAPAN FESTIVAL 2002
- 2002年08月16日 - RISING SUN ROCK FESTIVAL 2002 in EZO
- 2003年08月01日 - ROCK IN JAPAN FESTIVAL 2003
- 2003年08月03日 - SUMMER SONIC 2003
- 2003年08月20日 - FM802×トーキンロック×ぴあ×Lマガジン 「LIFE SIZE ROCK 03」
- 2003年09月15日 - RADIO BERRY ベリテンライブ2003
- 2003年09月17日 - ～ゴッホ魂 vol.2～ 《doorknob!! livefactory/272ch》
- 2004年10月23日 - MINAMI WHEEL 2004
- 2012年09月02日 - RUSH BALL 2012
- 2012年09月08日 - BAYCAMP 2012
- 2012年09月22日 - AOMORI ROCK FESTIVAL '12 ～夏の魔物～
- 2012年12月29日 - COUNTDOWN JAPAN 12/13
- 2013年02月20日 - Czecho No Republic エンジョイ!春のチェコ祭り
- 2013年04月16日 - DaisyBar 8th Anniversary ～BET IT ALL SPECIAL 2MAN～
- 2013年06月22日 - YATSUI FESTIVAL! 2013
- 2013年06月29日 - ROCK TO THE BEATS
- 2013年08月17日 - RISING SUN ROCK FESTIVAL 2013 in EZO
- 2013年08月25日 - ウミガメに乗ってやってきました ～竜宮城へようこそ!～
- 2013年09月07日 - BAYCAMP 2013
- 2013年10月29日 - POLYSICS対バンツアー2013 帰ってきたULTRA FIGHT OR DIE!!!～ヒサス! Come On, Toisu! Ha!!～
- 2013年11月19日 - MEGAPHONE MUSIC presents メガホンナイトFES.2013
- 2013年11月29日 - 中村一義 meets Hermann H. & The Pacemakers
- 2014年04月05日 - Yuya Tsuji Presents ETERNAL ROCK CITY.2014
- 2014年05月24日 - 会いに行けるFUNK'2014
- 2014年06月08日 - Getting Better ～18th Anniversary Party"Special"～
- 2014年06月29日 - GARAGE 20th Anniversary
- 2014年08月03日 - ROCK IN JAPAN FESTIVAL 2014
- 2014年08月22日 - JOYFM 30th Anniversary Live POWER OF RADIO Clap Your Hands!!
- 2014年08月23日 - 西風 vol.27
- 2014年09月06日 - BAYCAMP 2014
- 2014年09月23日 - SEA SIDE HEAVEN ～中華街ふらりツアー!!2014～
- 2014年12月20日 - GARAGE 20th Anniversary～Hermann H. & The Pacemakers×LUNKHEAD～
- 2015年06月06日 - つばき 15th Anniversary 正夢になったフェス
- 2015年09月27日 - ぐるぐるTOIRO 2015

### インタビュー
- Rooftop(2013年4月)
- JUNGLELIFE(2014年)
- ナタリー(2014年1月)